# Puccinia agropyri-ciliaris
Puccinia agropyri-ciliaris ist eine Ständerpilzart aus der Ordnung der Rostpilze (Pucciniales). Der Pilz ist ein Endoparasit von Kammquecken und Rispengräsern. Symptome des Befalls durch die Art sind Rostflecken und Pusteln auf den Blattoberflächen der Wirtspflanzen. Sie ist in Ostasien verbreitet.

## Merkmale

### Makroskopische Merkmale
Puccinia agropyri-ciliaris ist mit bloßem Auge nur anhand der auf der Oberfläche des Wirtes hervortretenden Sporenlager zu erkennen. Sie wachsen in Nestern, die als gelbliche bis braune Flecken und Pusteln auf den Blattoberflächen erscheinen.

### Mikroskopische Merkmale
Das Myzel von Puccinia agropyri-ciliaris wächst wie bei allen Puccinia-Arten interzellulär und bildet Saugfäden, die in das Speichergewebe des Wirtes wachsen. Aecien oder Spermogonien der Art sind nicht bekannt. Die gelbbraunen Uredien des Pilzes wachsen beid-, meist oberseitig auf den Wirtsblättern. Seine gelblichen Uredosporen sind 22–26 × 18–22 µm groß, zumeist breitellipsoid und fein stachelwarzig. Die blattoberseitig wachsenden Telien der Art sind wachsig und früh unbedeckt. Die haselnussbraunen Teliosporen sind zweizellig, zylindrisch bis zylindrisch-spindelförmig und 40–60 × 9–12 µm groß. Ihre Stiele sind farblos und bis zu 25 µm lang.

## Verbreitung
Das bekannte Verbreitungsgebiet von Puccinia agropyri-ciliaris umfasst China, Korea und Japan.

## Ökologie
Die Wirtspflanzen von Puccinia agropyri-ciliaris sind Agropyron ciliare, A. tsukushiense und Poa achroleuca. Der Pilz ernährt sich von den im Speichergewebe der Pflanzen vorhandenen Nährstoffen, seine Sporenlager brechen später durch die Blattoberfläche und setzen Sporen frei. Die Art verfügt über einen Entwicklungszyklus, von dem bislang lediglich Telien und Uredien sowie deren Wirt bekannt sind; Spermogonien und Aecien konnten dem Pilz nicht zugeordnet werden.